# Mercedes-Benz Econic
Mercedes-Benz Econic — семейство среднетоннажных грузовых автомобилей компании Mercedes-Benz, низкорамная версия Mercedes-Benz Axor. Он обычно используется для сбора отходов, пожарных и аварийных целей, а также для наземных служб аэропортов.
Масса Econic составляет от 18 до 26 тонн. В действие его приводят 6-цилиндровым дизельным двигателем с турбонаддувом и интеркулером. Econic спроектирован с особыми характеристиками, такими как низкий пол, низкая общая высота, автоматическая коробка передач и даже двигатель на природном газе, чтобы адаптироваться ко всем вышеперечисленным задачам.
В 2006 и 2013 годах модель реставрировали путём смены оснастки и решётки радиатора.
Десятитысячный грузовик Econic был изготовлен в феврале 2011 года.
Начиная с 2022 года, к семейству присоединилась полностью электрическая версия под названием eEconic.